# 旧街场白咖啡
旧街场白咖啡（英語：OLDTOWN BERHAD；马来西亚股票交易所：5201）為马来西亚咖啡店餐饮连锁店和溶饮料产品品牌，公司总部位于马来西亚霹雳州的怡保。旧街场白咖啡建于1999年，生产多种即溶饮料产品。此外还在马来西亚和其他地区诸如新加坡和中国开设了237家咖啡店。旧街场旗下即溶饮料已出口至10多个国家。

## 歷史
2011年7月13日，公司于吉隆坡交易所上市，招股價為1.25馬幣，發行股份為96,394,000股普通股，集資額為1.2億馬幣。
2017年12月11日，億滋國際旗下聯營公司总部位于荷蘭的JDE亚洲以每股3.18令吉，斥資14.7億令吉（3.61億美元）收購舊街場股份有限公司。